# شین رز
شین رز (انگلیسی: Shane Rose؛ زادهٔ ۲۴ آوریل ۱۹۷۳) سوارکار اهل استرالیا است.
وی در مسابقات کشوری و بین‌المللی در مجموع برندهٔ ۱ مدال نقره، ۱ مدال برنز شده‌است.